# Tres amigos y Jerry
Tres amigos y Jerry es una serie de caricaturas creada por Magnus Carlsson y producida por Happy Life and TMO-Loonland Film GmbH en sociedad con Nickelodeon UK y Nickelodeon Germany. En España, se emitió por primera vez en Antena 3 en el programa Megatrix en el 2001. En Latinoamérica, se transmitió por Nickelodeon y MTV. Es una coproducción sueca/británica.

## Trama
Tres Amigos y Jerry es una serie acerca de cuatro chicos de 10 años que se esfuerzan por crecer. Jerry es el chico nuevo en el pueblo, es muy innovador en su intento por ser aceptado por la pandilla local "Los tres amigos" - Frank, Thomas y Eric. El padre de Jerry es el nuevo maestro de educación física en la escuela primaria que les aplasta la cabeza a los niños con balones - Al menos eso es lo que "Los tres amigos" escucharon. Pero la vida de estos individuos todavía está realmente sobre los atrevimientos, exageraciones salvajes y cuántos engranajes tienen sus bicicletas...

## Cancelación y Controversia
En Latinoamérica la serie animada fue cancelada en el año 2002 a causa de las muchas quejas. Argumentaban que la serie no era apta para niños o adolescentes ya que hacían alusión al uso de drogas; satanismo; sexismo y a diferentes partes del cuerpo como testículos, pezones, además de racismo, irrespeto religioso e incitaciones para que los adolescentes tuvieran sexo a temprana edad.
- Datos: Q671726